# Colombia's Next Top Model
Colombia's Next Top Model là chương trình truyền hình của Colombia dựa trên America's Next Top Model được tạo bởi Tyra Banks. Chươn trình được chiếu trên Caracol TV vào ngày 8 tháng 1 năm 2013. Khác với các phiên bản Top Model khác, chương trình luôn phát sóng hàng ngày từ thứ 2 tới thứ 6.

## Các mùa
| Mùa | Phát sóng           | Quán quân         | Á quân                                      | Các thí sinh theo thứ tự bị loại | Tổng số thí sinh |
| --- | ------------------- | ----------------- | ------------------------------------------- | --- | ---------------- |
| 1   | 8 tháng 1 năm 2013  | Mónica Castaño    | Angie Bryan Claudia Castro Lis Henao        | Eliana Colorado, Conchita Buendía, Viviana Salinas, Dani Estrada, Mary Montaño, Daniela Raad, Karin Kipke, Carolina Arango & Cristy Garcés & Julieth Roldán & Martha Medina                  | 15               |
| 2   | 13 tháng 1 năm 2014 | Yuriko Londoño    | Juliana Moreno Lilibeth Romero Lina Cardona | Vanessa Parra, Jessica Mata, Carolina Calvo, Titi Ramírez, Tuti Vega, Camila Quintero, Johana Ríos, Katherine Moscoso, Cristina López & Dayana Delgado & Estefanía Infante & Vanessa Ferraro | 16               |
| 3   | 10 tháng 1 năm 2017 | Alejandra Merlano | Maria Camila Giraldo Sasha Palma            | Dana Ceballos, Catherine Peña, Valentina Londoño, Valentina Ortiz, Valentina Lagarejo, Laura Espada, Valentina Caicedo, Paula Zamudio, Sofia Cuello, Karen Soto                              | 13               |